# SWR Kindernetz
Das SWR Kindernetz ist das Online-Portal der Kinderhörfunk- und Fernsehsendungen des Südwestrundfunks. Bei seinem Start 1997 war das Kindernetz die erste Gemeinde für Kinder im Internet. Es bildet die gemeinsame Einstiegsseite der SWR-Kindersendungen und bietet im Bereich „Wissen“ Wissenswertes aus verschiedenen Themenbereichen, ein Tierlexikon, Basteltipps sowie Hintergrundinformationen zu aktuellen Themen mit weiterführenden Links für eigene Recherchen. Darüber hinaus finden sich umfangreiche Informationen zu allen Kindersendungen der ARD, mit zusätzlichen Angeboten und medienpädagogischen Materialien. Es gibt auch einen wöchentlichen Podcast.

## Sendungen

### Vorschule
- Der kleine Rabe Socke (Zeichentrickserie)
- Ich kenne ein Tier
- Mein Bruder und ich
- OLI’s Wilde Welt
- Tom und das Erdbeermarmeladebrot mit Honig

### Ab 6 Jahren
- 4 Viertel - Meine Gegend rockt!
- Alarm! - die jungen Retter
- Arthur und die Freunde der Tafelrunde
- Dein großer Tag
- Der Krieg und ich
- Du bist Style
- krass nass!
- Oli’s Wilde Welt
- Schau in meine Welt!
- Schmecksplosion
- Tiere bis unters Dach
- Tigerenten Club

## Auszeichnungen
- 1998 – Pädi in Gold als bestes Online-Produkt für Kinder
- 2001 – Nominierung Grimme Online Award
- 2003 – Goldener Spatz als „Beste Portal-Web-Site“
- 2005 – Qualitätssiegel „Erfurter Netcode“
- 2005 – Goldener Spatz als „Beste Portal-Web-Site“
- 2005 – Goldener Spatz als „Beste Einzel-Web-Site“ für www.tigerentenclub.de
- 2007 – Goldener Spatz als „Beste Portal-Web-Site“
- 2008 – Nominierung Grimme Online Award für reisefuehrer.kindernetz.de
- 2008 – GIGA-Maus als „Bestes Onlineprodukt Kinder 6-10 Jahre“ für reisefuehrer.kindernetz.de
- 2008 – Pädi-Gütesiegel in der Kategorie „Multimediale Produkte für Kinder“ für reisefuehrer.kindernetz.de
- 2009 – digita für reisefuehrer.kindernetz.de
- 2009 – Comenius EduMedia Siegel für reisefuehrer.kindernetz.de
- 2009 – Grimme Online Award für Tom und das Erdbeermarmeladebrot mit Honig
- 2009 – Emil (Kinderfernsehpreis) für SWR Kindernetz als Gesamtangebot
- 2009 – Pädi in Gold in der Kategorie Multimedia-Produkte für Kinder für Minitz-Kindernachrichten
- 2010 – Intermedia Globe in Gold in der Kategorie Entertainment Children für Minitz-Kindernachrichten
- 2010 – GIGA-Maus für „Tom und das Erdbeermarmeladebrot mit Honig“ als bestes Online-Angebot zum Spielen und Gesamtsieger in der Gruppe Kinder 4–6 Jahre
- 2010 – GIGA-Maus für „Das große Bolzplatz-Duell“ als bestes Online-Angebot zum Spielen in der Gruppe Kinder 6–10 Jahre
- 2010 – GIGA-Maus für Kindernetz als bestes Online-Angebot zum Spielen in der Kategorie Familie
- 2011 – Comenius EduMedia Siegel für Minitz Kindernachrichten
- 2012 – Pädi-Gütesiegel für „Ich kenne ein Tier“ in der Kategorie empfehlenswerte Angebote für Kinder
- 2013 – Comenius EduMedia Siegel für „Ich kenne ein Tier“ in der Kategorie Allgemeine Multimediaprodukte
- 2013 – Goldener Webspatz für die Rubriken Aktuell und Infonetz in der Kategorie Webseite Nachrichten/Politik[1]
- 2018 – Goldener Spatz für die Folge „Anton und die Hitlerjugend“ der Kinder- und Jugendserie Der Krieg und ich
- 2019  – Der weiße Elefant für die Kinder- und Jugendserie Der Krieg und ich

## Belege
1. ↑  https://www.kindernetz.de/eltern/ausgezeichnet/ Ausgezeichnet!-Das SWR Kindernetz hat schon viele Preise bekommen